# Aphyllorchis
Die Gattung Aphyllorchis aus der Familie der Orchideen (Orchidaceae) besteht aus 22 Arten. Diese Pflanzen betreiben keine Photosynthese, sondern leben mykoheterotroph. Sie kommen im tropischen Asien vor.

## Beschreibung
Die Aphyllorchis-Arten wachsen sympodial. Aus einem kurzen, eher dünnen Rhizom mit fleischigen, unverzweigten Wurzeln entspringen die hellbraunen Sprosse. Sie sind mit Niederblättern besetzt, die den Stängel umfassen und enden in einem traubigen Blütenstand. Die Tragblätter sind klein und nach unten abgespreizt. Die resupinierten Blüten besitzen einen kurzen, deutlich vom Fruchtknoten abgesetzten Blütenstiel, der Fruchtknoten selbst ist lang und längs gerippt. Die Blütenfarbe ist weiß bis gelblich. Die Blütenblätter sind nicht miteinander verwachsen, bis auf die Lippe sind die Blütenblätter einander ähnlich geformt. Die Lippe ist zweigeteilt: der untere Teil (Hypochil) ist schüsselförmig, bei einigen Arten an der Basis deutlich verschmälert, oft mit zwei seitlichen Anhängseln. Der vordere Teil (Epichil) ist meist dreilappig. Die Lippe trägt keinen Kallus. Die Säule ist lang, schmal und gebogen, am Ende trägt sie zwei Staminodien und das fruchtbare Staubblatt. Die zwei Pollinien sind der Länge nach nochmals zweigeteilt und haben eine mehlige Konsistenz. Soweit bekannt, liegt der Pollen als Tetraden vor, die Pollenkörner besitzen keine sichtbare Apertur. Die Pollinien sind nicht gestielt, die Klebfläche (Viscidium) ist groß und zähflüssig. Die Narbe ist dreilappig. Die Kapselfrüchte hängen zur Reifezeit herab.

## Verbreitung
Die Arten der Gattung Aphyllorchis sind im tropischen Asien verbreitet. Im Westen reicht das Areal entlang des Himalaya-Südhanges, durch Indien bis nach Sri Lanka. Richtung Osten werden Südchina und die Ryūkyū-Inseln besiedelt, im Südosten Hinterindien, die Philippinen, Neuguinea und der Nordosten Australiens. Sie kommen von Meereshöhe bis auf 3900 Meter Höhe vor.
Die Pflanzen wachsen in humusreichen Böden im Schatten feuchter Wälder. Man findet sie in den von Flügelfruchtgewächsen dominierten Tiefland-Regenwäldern, in höheren Lagen vergesellschaftet mit Eichen oder Castanopsis, am Rand des Himalaya in Tsuga-Rhododendron-Wäldern.

## Systematik und botanische Geschichte
Die Gattung Aphyllorchis wird zur Tribus Neottieae gezählt. Verwandte Gattungen sind Cephalanthera, Epipactis, Limodorum, Neottia, Palmorchis und Thaia.
Die Gattung wurde 1825 von Carl Ludwig Blume in Tabellen en Platen voor de Javaansche Orchideen tab. 77 erstbeschrieben. Typusart ist Aphyllorchis pallida. Der Name bedeutet so viel wie „blattlose Orchidee“.
Inzwischen sind 22 gültige Arten bekannt:
- Aphyllorchis acuminata J.J.Sm.: Molukkeninsel Buru.[1]
- Aphyllorchis alpina King & Pantl.: Nepal bis südöstliches Tibet.[1]
- Aphyllorchis angustipetala J.J.Sm.: Buru.[1]
- Aphyllorchis anomala Dockrill: Nördliches Queensland.[1]
- Aphyllorchis arfakensis J.J.Sm.: Westliches Neuguinea und Yapen.[1]
- Aphyllorchis caudata Rolfe ex Downie (Syn.: Aphyllorchis annamensis Aver.): Thailand, Vietnam, Hainan und südliches Yunnan.[1]
- Aphyllorchis elata Schltr.: Papua-Neuguinea.[1]
- Aphyllorchis evrardii Gagnep.: Thailand, Laos und Vietnam.[1]
- Aphyllorchis exilis Schltr.: Papua-Neuguinea.[1]
- Aphyllorchis gollanii Duthie: Himalaja bis südliches Tibet.[1]
- Aphyllorchis halconensis Ames: Insel Mindoro der Philippinen.[1]
- Aphyllorchis kemulensis J.J.Sm.: Borneo.[1]
- Aphyllorchis maliauensis Suetsugu, Suleiman & Tsukaya: Sie wurde 2018 aus Sabah erstbeschrieben.
- Aphyllorchis montana Rchb.f.: Tropisches und subtropisches Asien.[1]
- Aphyllorchis pallida Blume (Syn.: Aphyllorchis gracilis Schltr., Aphyllorchis torricellensis Schltr.): Südliches Indochina bis Neuguinea.[1]
- Aphyllorchis queenslandica Dockrill: Nördliches Queensland.[1]
- Aphyllorchis siantanensis J.J.Sm.: Borneo.[1]
- Aphyllorchis simplex Tang & F.T.Wang: Östliches Guangdong und nördliches Vietnam.[1]
- Aphyllorchis spiculaea Rchb.f.: Borneo.[1]
- Aphyllorchis striata (Ridl.) Ridl.: Borneo und Malaiische Halbinsel.[1]
- Aphyllorchis sumatrana J.J.Sm.: Westliches Sumatra.[1]

## Weiterführendes
- Liste der Orchideengattungen
- Foto von Aphyllorchis queenslandica